# Studienkirche St. Josef

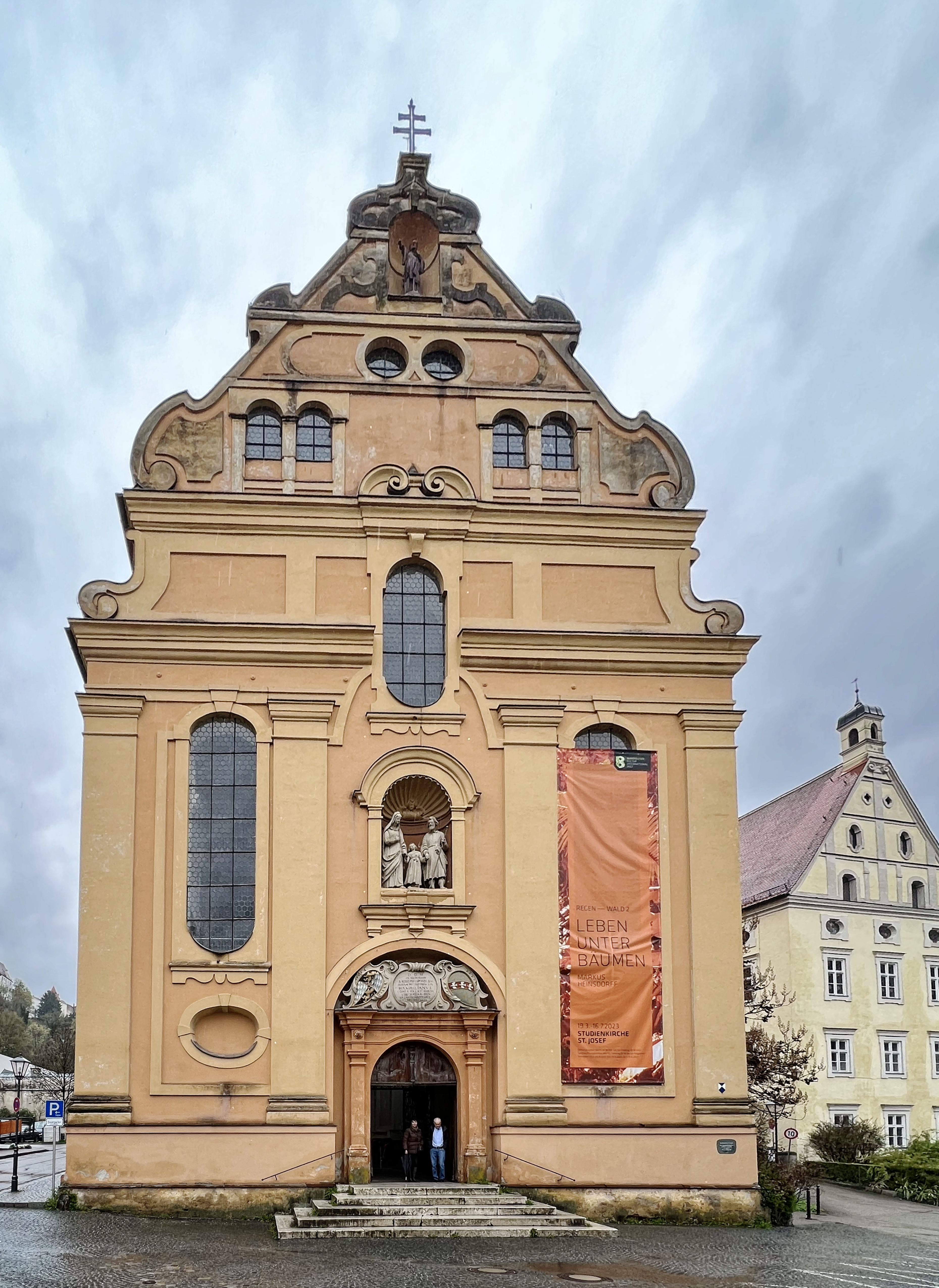
Südfassade der Josefskirche

Die profanierte Studienkirche St. Josef in Burghausen war ursprünglich Teil des Jesuitenkollegs und späteren Kurfürst-Maximilian-Gymnasiums. Das gelistete Baudenkmal gehört der Stadt Burghausen und dient heute als Ausstellungsstätte.

## Geschichte
Die Josefskirche wurde als Teil des Jesuitenkollegs Burghausen am 9. November 1631 durch den Fürstbischof von Chiemsee geweiht. Baumeister des Gebäudes war der Hofmaurermeister Isaak Pader aus München. 1639/40 wurden der Haupt- und die Seitenaltäre ergänzt. Nachdem der Jesuitenorden 1773 aufgehoben wurde, ging die Kirche zunächst an den Malteserorden über und 1807 an die königliche Stiftungs-Administration in Altötting. Später war sie eine Filialkirche der Pfarrei St. Jakob. 1809 waren französische Truppen in dem Gebäude einquartiert, wodurch die Kirche stark beschädigt wurde und in der folgenden Zeit zu verfallen drohte. Ein Brand in der Nacht vom 2. auf den 3. August 1863 zerstörte die Kirche bis auf die Außenmauern. Sie wurde in den Folgejahren in dem Bestreben, die ursprüngliche Erscheinungsform wiederherzustellen, wiedererrichtet und am 20. November 1873 eingeweiht. Die Bauaufsicht hatte der Burghauser Maurermeister Johann Schmid, die Malerarbeiten wurden von Xaver Schiegel und Karl Klemens della Croce ausgeführt und der Innenraum von Paul Horchler stuckiert. Eine umfassende Renovierung der Fassade erfolgte 1910, wobei umfangreiche Bemalungen und Verzierungen durch einen einheitlichen Farbanstrich ersetzt wurden. Die Kirche wurde 1944 bis 1948 beschlagnahmt und als Lagerraum benutzt, wodurch erneut Schäden entstanden. Eine erste Instandsetzung erfolgte 1952 und eine Restaurierung fand 1978 statt. Die Kirche wurde im Juni 2018 profaniert und gehört nun der Stadt Burghausen. Heute finden in dem Gebäude verschiedene Kunstausstellungen statt.

## Baubeschreibung

### Außenbau
Die Fassade stammt aus der Übergangszeit von Renaissance zu Barock. Die Gliederung der Südfassade ergibt sich aus vier vertikalen Pilastern und den horizontale Bänder des Volutengiebels, sowie im oberen Teil durch die Kranzgesimse der Attika. Vorbild war hier die Michaelskirche in München. Auch die Westseite ist im Gegensatz zur Ostseite mit Pilastern gegliedert. Im Übergang von Langhaus zu Chor befindet sich der Turm, welcher stets unvollendet blieb. Die ursprünglichen Glocken wurden bei dem Brand 1863 zerstört. Drei als Ersatz gegossene Glocken wurden während der beiden Weltkriege eingeschmolzen. Die Figurengruppe in einer Wandnische über dem Portal stellt den heiligen Wandel dar und stammt wahrscheinlich von 1637. Erstellt wurde diese wohl von einem Schüler Christoph Angermaiers. Die geschnitzten Türblätter des Hauptportals sind mit der Jahreszahl 1781 versehen und stammen von Wolfgang Pröbstl. Über dem Portal findet sich eine Kartusche mit Inschrift, welche vom kurbayerischen und vom lothringischen Wappen flankiert wird.

### Innenraum
Das Langhaus ist vierjochig mit jeweils drei gekuppelten Pilastern. Im südlichen Joch findet sich eine Empore und ein schmiedeeisernes Gitter. Der Hochaltar von Johann Jakob Schnabl, etwa um 1731 bis 1735, stand bis 1874 im Kongregationssaal des angegliederten Konvents. Das Altarbild von Mariä Verkündigung ist vermutlich von Tobias Schinnagl und wurde um 1735 von Innozenz Warathy und um 1875 von Karl Klemens della Croce überarbeitet. Die Figuren stellen (von links nach rechts) Johannes den Täufer, Joachim, Josef mit Jesuskind und Zacharias dar. Die Vorderwand des Altares ist aus Messingblech und mit Zierrat geschmückt. In der Vorkirche sind Gedenktafeln für die Gefallenen der Marianischen Studentenkongregation angebracht. Das Bild ist von J. Kolmsperger jun. Die geschnitzten Stuhlwangen mit Akanthusranken stammen aus der Zeit um 1700; ebenso die Figur des hl. Petrus und der Opferkasten mit Mariä Verkündigung. Die Ausstattungsgegenstände sind heute teilweise verdeckt beziehungsweise befinden sich nicht mehr in der Kirche.

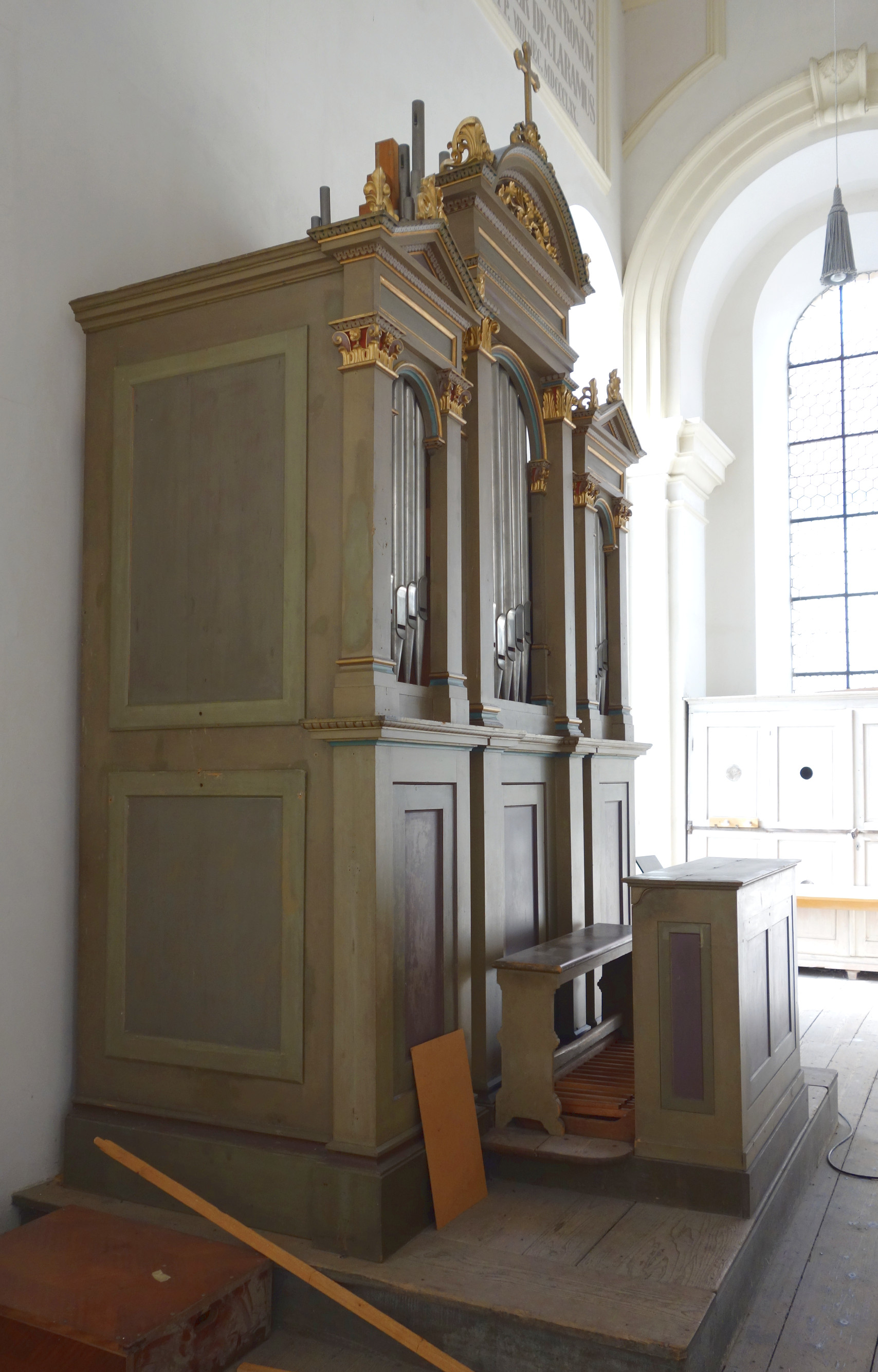
Die Orgel

Die Orgel wurde 1884 von G. F. Steinmeyer & Co. als Opus 235 gebaut. Sie hat 10 Register auf einem Manual und Pedal. Die Disposition lautet:
| Manual C–f3   |       |
| Principal     | 8′    |
| Gedeckt       | 8′    |
| Gamba         | 8′    |
| Salicional    | 8′    |
| Vox coelestis | 8′    |
| Octav         | 4′    |
| Flöte         | 4′    |
| Mixtur        | 2 ⁄3′ |

| Pedal C–c1 |     |
| Subbaß     | 16′ |
| Cello      | 8′  |

- Koppel: I/P
- Spielhilfe: Tutti
- Bemerkungen: Kegellade, mechanische Spiel- und Registertraktur

Unter der Kirche befindet sich eine Gruft der Jesuiten mit 18 Grabnischen, die aber in napoleonischer Zeit geplündert wurde.